# コルヴァーラ
コルヴァーラ（イタリア語: Corvara）は、イタリア共和国アブルッツォ州ペスカーラ県にある、人口約200人の基礎自治体（コムーネ）。

## 地理

### 位置・広がり

#### 隣接コムーネ
隣接するコムーネは以下の通り。括弧内のAQはラクイラ県所属を示す。
- ブリットリ
- ブッシ・スル・ティリーノ
- カペストラーノ (AQ)
- ペスコザンソネスコ
- ピエトラーニコ

## 行政

### 分離集落
コルヴァーラには、以下の分離集落（フラツィオーネ）がある。
- Colli, Selva, Vicenne